# 桑托·孔多雷利
桑托·孔多雷利（英語：Santo Condorelli，1995年1月17日—）是一名加拿大游泳运动员，主攻短距离自由泳以及蝶泳。

## 早年经历
孔多雷利于1995年1月17日出生在日本北海道北广岛市，他的父母当时就在那里工作。出生不到一年后，他和家人移居到美国俄勒岡州波特兰市并在那里长大。在父亲的鼓励之下，他5岁时开始学习游泳。16岁时，他移居到佛罗里达州杰克逊维尔，并在当地的一所寄宿学校就读。后来他升入了南加州大学，并加入了该大学的体育俱乐部。

## 游泳生涯
孔多雷利曾参加过美国2012年夏季奥运会游泳选拔赛以及2014年美国全国游泳锦标赛。在2013年美国青少年游泳锦标赛上，他刷新了100米自由泳的美国17至18岁年龄段全国纪录。他的出色表现让美国国家游泳队向他发出加入美国队的邀请，但他转而申请加入加拿大游泳队，希望代表加拿大参加国际比赛。尽管他在日本出生并在美国长大，但由于他的母亲的家乡是加拿大安大略省肯诺拉，加拿大队答应了他的入队请求。
2015年7月，孔多雷利在多伦多举办的泛美运动会上获得2枚个人项目奖牌以及2枚接力项目奖牌。同年8月，他参加了在俄罗斯喀山举办的世界游泳锦标赛，首先他在100米自由泳项目上以48秒19的成绩获得第4名，之后又在男女混合4×100米自由泳接力联同队友为加拿大队夺得一枚铜牌。
2016年，孔多雷利入选了加拿大奥运游泳队名单，得以参加同年举办的里约奥运。在8月的奥运正赛上，孔多雷利参加了50米自由泳、100米自由泳、100米蝶泳、4×100米自由泳接力以及4×100米混合泳接力共5个项目的比赛，分别获得第12名、第4名、第12名、第7名以及第16名，其中在100米自由泳上他以0.03秒之差无缘奖牌，而在100米蝶泳半决赛上他游出了51秒83的成绩，打破加拿大全国纪录。
2018年6月，他开始申请加入意大利国籍，希望代表意大利参赛。同年11月初，意大利方面宣布他已正式获准代表该国参赛。孔多雷利代表意大利所参加的第一个主要国际赛事是2018年世界短池游泳锦标赛，他在该赛事期间获得了男子4×50米自由泳接力的铜牌。
2019年世界游泳锦标赛，孔多雷利参加两个项目，首先他和队友共同出战男子4×100米自由泳接力，最终队伍以3分11秒39破国家纪录的成绩获得第4名，而在之后进行的100米自由泳项目中，他获得18名，止步预赛。

## 逸闻
孔多雷利每到比赛前都会向在电视机前观看他比赛的父亲竖起中指，对此他解释称这样做是为了释放压力并增加信心。